# تندر درون
تندر درون (انگلیسی: Thunder Below) یک فیلم درام پیشا-کد آمریکایی به کارگردانی ریچارد والاس است که در سال ۱۹۳۲ منتشر شد.

## بازیگران
- تلولا بنک‌هد
- چارلز بیکفورد
- پل لوکاس
- یوجین پلت
- رالف فوربز
- جیمز فینلیسون
- لسلی فنتون
- مونا ریکو